# 前来遗址
前来遗址，位于山东省淄博市淄川区城南镇前来村，是中华人民共和国山东省文物保护单位之一。
2006年12月7日，授予山东省文物保护单位，是一座古遗址。